# 십자가의 요한

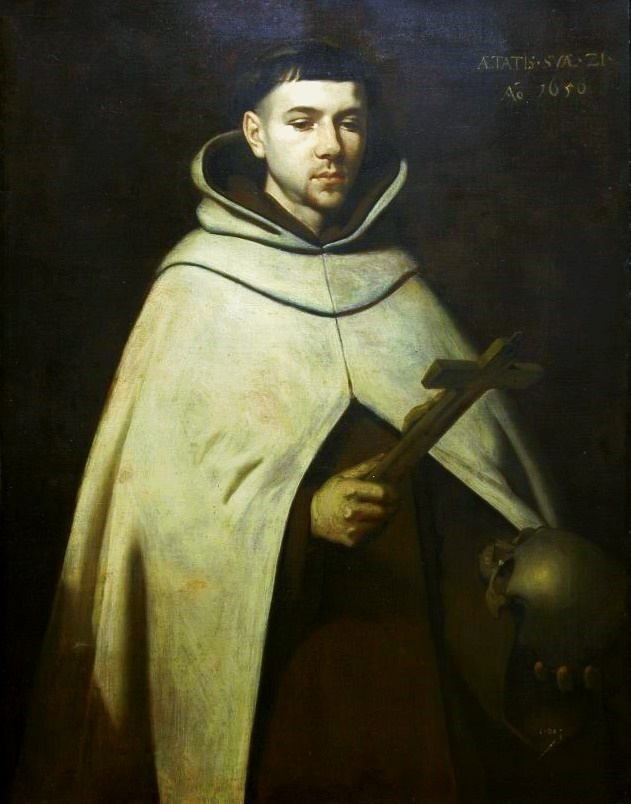
프란시스코 데 수르바란의 작품 - Saint John of the Cross.

십자가의 요한(Saint John of the Cross, San Juan de la Cruz, 1542년 ~ 1591년 12월 14일)은 기독교 역사상 반종교 개혁의 주요 인물의 한 명이자 신비주의자이며, 로마 가톨릭 성인, 가르멜회의 수사, 사제였다. 요한의 시와 영혼의 성장에 관한 연구물은 스페인 문학 및 신비주의 문학의 정점으로 간주된다.
카스티야라비에하의 폰티베로스에서 태어났으며, 1563년 가르멜회에 입회해 1567년 사제가 되었다. 이후 여성 가르멜회 개혁에 성공한 아빌라의 테레사와의 만남을 계기로 남성 가르멜회 개혁에 앞장서게 되었으며, 두루엘로 지역에 새로운 수도원을 건립하고 '맨발 가르멜회'를 창립하였다. 하지만 피아첸차에서 열린 수도회 총회에서 이러한 개혁이 거부되었으며, 1577년 같은 가르멜회의 수사들에 의해 톨레도의 수도원에 유폐되었으나 1578년 탈출에 성공하였다. 그 뒤 1581년 교황 그레고리오 13세에 의해 '맨발 가르멜회'가 공인되었으나, 1591년 마드리드에서 개최된 수도회 총회에서도 비판을 받아 은자가 되었으며, 그 해 우베다의 한 수도원에서 단독으로 사망하였다.
1726년 교황 베네딕토 13세에 의해 성인으로 시성되었으며, 교회학자 중 한 명이기도 하다.

## 참조
1. ↑  The day is unknown. The parish registers were destroyed by a fire in 1546, and the only serious evidence is an inscription on the font in the church, dated 1689. Midsummer Day is sometimes cited as the date of John's birth, but since this is also the Feast of St John the Baptist, this may simply be conjecture. See E Allison Peers, Spirit of Flame: A Study of St John of the Cross, (London: SCM Press, 1943), p. 11.

## 같이 보기
- 반종교 개혁